# Victor Linart
Victor Linart (26 de mayo de 1889-23 de octubre de 1977) fue un deportista belga que compitió en ciclismo en la modalidad de pista. Ganó ocho medallas en el Campeonato Mundial de Ciclismo en Pista entre los años 1920 y 1931.

## Medallero internacional
| Campeonato Mundial | Campeonato Mundial     | Campeonato Mundial | Campeonato Mundial |
| Año                | Lugar                  | Medalla            | Competición        |
| ------------------ | ---------------------- | ------------------ | ------------------ |
| 1920               | Amberes (Bélgica)      | Medalla de plata   | Medio fondo (P)    |
| 1921               | Copenhague (Dinamarca) | Medalla de oro     | Medio fondo (P)    |
| 1924               | París (Francia)        | Medalla de oro     | Medio fondo (P)    |
| 1926               | Turín (Italia)         | Medalla de oro     | Medio fondo (P)    |
| 1927               | Colonia (Alemania)     | Medalla de oro     | Medio fondo (P)    |
| 1928               | Budapest (Hungría)     | Medalla de bronce  | Medio fondo (P)    |
| 1929               | Zúrich (Suiza)         | Medalla de plata   | Medio fondo (P)    |
| 1931               | Copenhague (Dinamarca) | Medalla de bronce  | Medio fondo (P)    |

## Palmarés
- 1913
  - Campeón de Europa de medio fondo
  - Campeón de Bélgica en Medio Fondo
- 1914
  - Campeón de Bélgica en Medio Fondo
- 1919
  - Campeón de Bélgica en Medio Fondo
- 1920
  - Campeón de Bélgica en Medio Fondo
- 1921
  - Campeón del mundo de Medio Fondo 
  - Campeón de Bélgica en Medio Fondo
- 1922
  - Campeón de Bélgica en Medio Fondo
- 1923
  - Campeón de Bélgica en Medio Fondo
- 1924
  - Campeón del mundo de Medio Fondo 
  - Campeón de Bélgica en Medio Fondo
- 1925
  - Campeón de Bélgica en Medio Fondo
- 1926
  - Campeón del mundo de Medio Fondo 
  - Campeón de Bélgica en Medio Fondo
- 1927
  - Campeón del mundo de Medio Fondo 
  - Campeón de Bélgica en Medio Fondo
- 1928
  - Campeón de Bélgica en Medio Fondo
- 1929
  - Campeón de Bélgica en Medio Fondo
- 1930
  - Campeón de Bélgica en Medio Fondo
- 1931
  - Campeón de Bélgica en Medio Fondo